# ميخائيل يندكفيست
ميخائيل يندكفيست (بالسويدية: Michael Lindqvist)‏ هو لاعب هوكي الجليد سويدي، ولد في 12 سبتمبر 1994 في السويد.

## وصلات خارجية
- ميخائيل يندكفيست على موقع دوري الهوكي الوطني (الإنجليزية)
- ميخائيل يندكفيست على موقع EliteProspects.com (الإنجليزية)
- ميخائيل يندكفيست على موقع Eurohockey.com (الإنجليزية)
- ميخائيل يندكفيست على موقع HockeyDB.com (الإنجليزية)